# ブラッシュファイアー・レコーズ
ブラッシュファイアー・レコーズ (Brushfire Records) はシンガーソングライターのジャック・ジョンソンが2002年から運営しているレコード・レーベルである。ユニバーサル ミュージック グループが流通を行う。
ジョンソンとマロイ兄弟が運営するThe Moonshine Conspiracy（後にWoodshed Filmsと改名）が制作したサーフ・フィルムのサウンドトラックをリリースするために設立されたThe Moonshine Conspiracy Recordsが前身であるが、改名以後はジョンソンや彼と交流の深いアーティストのアルバムのリリースも手がけている。

## アーティスト
※過去に在籍したアーティストも含む
- ALO
- マット・コスタ (Matt Costa)
- ドノヴァン・フランケンレイター (Donavon Frankenreiter)
- ザック・ギル (Zach Gill)
- G・ラヴ&スペシャル・ソース (G. Love & Special Sauce)
- ニール・ハルステッド (Neil Halstead)
- メイソン・ジェニングス (Mason Jennings)
- ジャック・ジョンソン (Jack Johnson)
- マニー・マーク (Money Mark)
- ローグ・ウェイヴ (Rogue Wave)
- ジィ・アーヴィ (Zee Avi)
- バハマス（Bahamas）

## 映画・サウンドトラック・コンピレーションなど
- Thicker than Water (2000)
- September Sessions (2002)
- Sprout (2005)
- A Brokedown Melody (2006)
- Sing-A-Longs and Lullabies for the Film Curious George (2006)
- This Warm December: A Brushfire Holiday, Vol. 1 (2008)